# Inu-Yasha
Pour les articles homonymes, voir Inu.
Inu-Yasha (犬夜叉, InuYasha) (aussi écrit Inuyasha) est un manga de Rumiko Takahashi. Il a été prépublié dans le magazine Weekly Shōnen Sunday entre novembre 1996 et juin 2008 et a été compilé en un total de 56 tomes entre avril 1997 et février 2009 par Shōgakukan. La version française est publiée par Kana depuis janvier 2002, et le dernier tome est paru en septembre 2014.

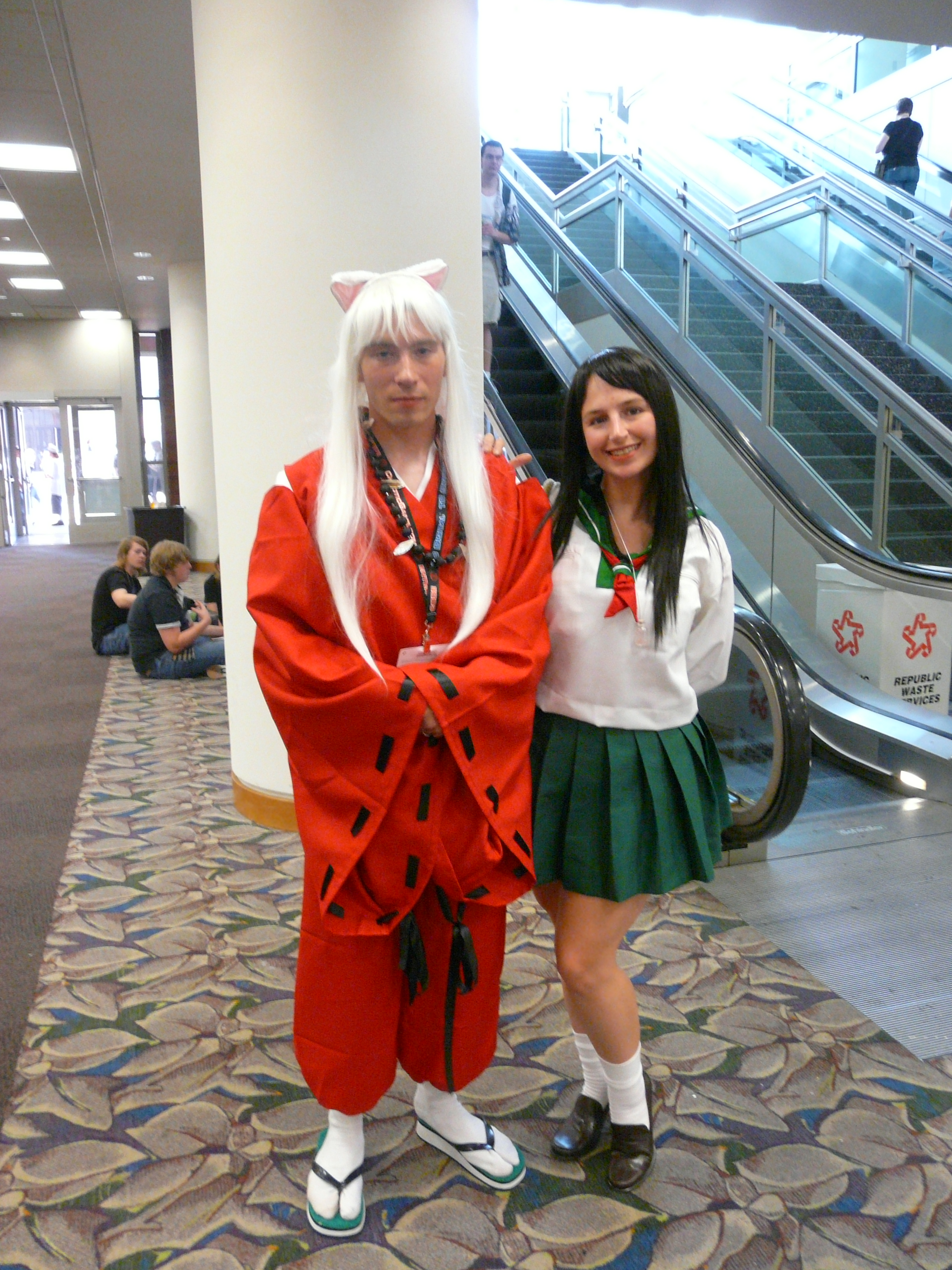
Cosplay de Inu-Yasha (2008).

Entre octobre 2000 et septembre 2004, un anime tiré du manga a été diffusé au Japon, il compte 167 épisodes de 25 minutes. En France, l’anime est diffusé en octobre 2008 sur la chaîne NT1. Seuls les 52 premiers épisodes ont eu droit à un doublage français. Quatre films d’animation sont également sortis au Japon. Une suite de 26 épisodes, intitulée Inu-Yasha : Dernier Acte (犬夜叉 完結編, InuYasha Kanketsu-hen), a été diffusée au Japon entre octobre 2009 et mars 2010, sur la chaîne Yomiuri TV, portant ainsi un total de 193 épisodes. Cette adaptation couvre le manga à partir du volume 36 jusqu'à sa fin. Une suite intitulée Yashahime: Princess Half-Demon est diffusée depuis octobre 2020.
En 2002, le manga est récompensé par le prix Shōgakukan dans la catégorie Shōnen.

## Histoire

### Synopsis
Le Japon, à l’époque des pays en guerre, dite Sengoku (avant 1600). En ces temps, les humains vivent en côtoyant des « Yōkai » ou des « Mononoke » (aussi appelés « démons » ou « monstres » ou « esprit »). Ceux-ci possèdent différents pouvoirs et apparences et sont très variés ; cependant la plupart partagent le même point commun : l'envie de chair humaine. C'est pour cela qu'ils attaquent régulièrement les villages et que les humains ont tous peur que l'un d'eux ne s'en prenne aux leurs.
Inu-Yasha est un hanyô, c'est-à-dire un être mi-démon mi-humain. Un jour, il attaque le village protégeant la perle de Shikon, puis la vole et s'enfuit. La Perle de Shikon (son vrai nom est Shikon No Tama) posséderait des pouvoirs inimaginables, notamment d'augmenter considérablement les pouvoirs du démon qui la possède. Inu-Yasha, quant à lui, veut user de ce pouvoir pour se transformer en démon à part entière.
La prêtresse Kikyo, qui était chargée de veiller sur la perle, se met alors en chasse du voleur et parvient à lui jeter un sort puissant à l'aide d'une flèche, le scellant à un arbre pour l'éternité. Kikyô meurt peu après des suites de ses blessures. Avant de mourir, elle exprime sa dernière volonté à sa petite sœur Kaede, celle d’être incinérée avec la perle de Shikon pour que plus personne ne puisse l’utiliser à des fins dangereuses.
Cinq cents ans plus tard, Kagome, jeune japonaise de l'époque contemporaine, tombe dans le puits du temple où elle habite et traverse ainsi les époques. Elle arrive dans le village cinquante ans après la tentative de vol de la perle, et sa ressemblance avec Kikyô n’échappe pas à la nouvelle prêtresse, Kaede, qui n’est autre que la sœur de Kikyô. Attaquée par un Yōkai, Kagome libère Inu-Yasha de son sort en faisant disparaître la flèche ensorcelée qui le maintenait dans un état léthargique.
Il s’avère que Kagome porte en elle la perle de Shikon. Mais elle détruit la perle malencontreusement, et les fragments s’éparpillent. Inu-Yasha et Kagome unissent alors leurs efforts pour les retrouver et les réunir, car d'après Kaede si l'un des morceaux se retrouvait entre les mains d'un démon suffisamment puissant et intelligent, cela pourrait causer des dégâts irrémédiables à l'espèce humaine.
En chemin ils vont faire la rencontre de Shippo, Miroku et Sango (elle est accompagnée de Kirara, un Yōkai chat), ensemble ils vont chercher les fragments de la perle et Naraku.
Ils vont, dans leurs périples, croiser des humains, des Hanyô et des Yōkai, certain seront des alliés et d'autres des ennemis.
De plus, des secrets et des souvenirs d'Inu-Yasha refont surface, comprenant son ancienne et troublante liaison avec Kikyo, la prêtresse défunte. Un Yōkai, Naraku, qui les auraient tous les deux dupés réapparaît au moment même où les fragments de la Perle se dispersent...

### Shikon no tama
La Shikon no tama est une perle magique qui a le pouvoir d'exaucer un vœu, un peu à la manière des Dragons Balls. Cette perle s'adapte et change par rapport à la personne qui la possède. Elle peut être très claire quand une personne pure et honnête la possède, mais aussi sombre et malfaisante quand une personne aux mauvaises intentions l'a en sa possession.
Cette perle a en réalité une grande histoire : elle a été créée pour être la prison d'une grande guerrière qui, pendant 7 jours et 7 nuits, a dû se battre contre des démons. N'arrivant pas à les battre, elle les enferma dans la perle en dernier recourt, mais hélas elle ne pouvait enfermer autant de démons souillés ensemble. Elle dut donc se sceller dans la perle avec eux. Malgré cet acte héroïque, elle n'est pas pour autant tranquille étant donné qu'elle se bat chaque jour avec les démons au sein de la perle et rien ni personne ne peut arrêter cela.
La perle possède quatre grand pouvoir :
- L'aramitama qui est le courage ;
- Le nigimitama représentant l'amitié ;
- Le kushimitama qui est la connaissance ;
- Le sakimitama qui est l'amour.

## Personnages

### Héros
Inu-Yasha (犬夜叉, Inuyasha, litt. « chien démoniaque »)
Inu-Yasha est le personnage principal de l'histoire. C'est un hanyô, un être hybride mi-homme mi-démon, à l'apparence humaine d'une quinzaine d'années. Il a un sale caractère, malpoli, désobligeant, fier, violent et même un peu brute, mais il sait être gentil et généreux (même s'il ne s'en rend pas compte à ces moments-là). Il déteste perdre et voir ses amis en danger.
Il a le pouvoir de se régénérer quand il est blessé et possède une force surnaturelle grâce à sa forme de Hanyô. Cependant, à chaque nouvelle lune, Inu-Yasha se métamorphose en simple humain, perdant alors ses dons surnaturels. Il est en possession de Tessaïga, un sabre magique dont le nom signifie « les crocs broyeurs d’acier ». Le père d’Inu-Yasha, un puissant démon géant, avait fabriqué ce sabre à partir d’un de ses crocs, mais il faut avoir un peu d’ADN humain ou un bras humain pour l’utiliser, il a été créé pour protéger la mère d’Inu-Yasha, une humaine. Tessaïga possède plusieurs techniques : la cicatrice du vent (kaze no kizu), le bakuryûha, et plus tard le barrage de diamantine (kongosoha), Ryûjin no Tessaïga et le Meidô Zangetsuha qu'Inu-Yasha apprendra au fur et à mesure de leur voyage avec l’aide de Tōtosaï. Cependant, Inu-Yasha a aussi ses propres techniques de combat, le Sankontessô (griffes tranchantes) et le Hijinkesso (lames de sang), qui sont très utiles lorsqu'il est dans l'incapacité d'utiliser son sabre.
Bien qu'au début ils se détestent, Inu-Yasha va développer des sentiments envers Kagome. Cependant il a toujours en tête son ancien amour, la prêtresse Kikyo, et ce fait envenimera leur relation...
Kagome Higurashi (日暮 かごめ, Higurashi Kagome)
Kagome est le personnage principal féminin de l'histoire, une jolie jeune fille de quinze ans qui va au collège et passe ses examens d’entrée au lycée. Elle peut être d’une extrême douceur, mais aussi devenir redoutable aussi bien pour Inu-Yasha que pour chasser les démons à l'Époque Sengoku. Grâce au chapelet magique que la miko Kaede a attaché au cou d’Inu-Yasha (et que seul un humain peut enlever), elle peut l’immobiliser en prononçant le mot « couché » (Osuwari), Inu-Yasha s’écrase alors à plat ventre, plus ou moins violemment au sol selon sa colère[réf. nécessaire]. Elle en usera souvent et peut le répéter selon son degré de colère, mettant le Hanyo dans des situations délicates. Mais elle seule l'utilise : en effet, dans un épisode où elle était rentrée dans son époque, Sango essaiera mais sans succès. Elle est la réincarnation de la prêtresse Kikyô, dont Inu-Yasha était amoureux il y a cinquante ans.
Bien qu'elle soit généralement exclue des batailles, elle fera son maximum pour aider ses amis durant celles-ci. Elle se sert alors d'un arc dont les flèches portent son pouvoir spirituel. Elle a le pouvoir de sentir la présence (et de voir) des fragments de la perle de Shikon (shikon no tama = la perle des quatre âmes) qu’elle a malheureusement brisée lors de sa première venue dans l'ère Sengoku, elle arrive ainsi à "purifier" toute âme ou objet en lui tirant une flèche. Au fur et à mesure des aventures qu’elle passe aux côtés d’Inu-Yasha elle en tombe amoureuse.
Shippo (七宝)
Shippo est un yōkai, un jeune démon-renard orphelin âgé de 8 ans. Après la mort de son père, tué par les frères Raiju, il est le premier à se joindre à Kagome et Inu-Yasha dans leur quête. Shippo a le pouvoir de se métamorphoser et de créer des illusions. Mais ses transformations sont temporaires, ne réussissent pas toujours, ou bien sont incomplètes. Il est souvent facilement reconnaissable à sa queue de renard qu’il n’a pas réussi à métamorphoser. Il sait aussi manier le feu du renard (kitsune-bi).
Shippo, étant un enfant, est très franc (au malheur de certains). Malgré cela, on peut certainement dire que c'est le plus mature du groupe à propos des relations amoureuses qui circulent entre les protagonistes. Il joue un rôle clé en révélant franchement les sentiments de chacun en présence des autres (comme quoi le proverbe "la vérité sort de la bouche des enfants" est fondé). Il sait donner de bons conseils et c'est en partie grâce à lui que les personnages ont découvert leurs sentiments.
Miroku (弥勒)
Miroku est un jeune moine bouddhiste de 18 ans, beau, doux, beau parleur, mais qui, en vérité, est totalement voyou et pervers. Il se révèle un escroc sans scrupule, vendant par exemple de simples plantes médicinales à des prix exagérés, ne venant en aide qu'aux plus riches... Dès qu'il croise une jolie fille, il lui demande si elle accepterait d’être la mère de ses enfants et presque toujours ses mains se retrouvent malicieusement sur les fesses de la demoiselle. Il tient cette attitude du vieux moine, alcoolique et pervers, qui l’a élevé après la mort de son père.
Miroku se bat avec son bâton de moine, connaît les plantes médicinales, procède à des exorcismes, possède des pouvoirs spirituels, utilisés le plus souvent sous forme de sutras (bandelettes de papiers ensorcelées par les prières ou formules inscrites) et qui ont de nombreuses utilités : créer une barrière protectrice, brûler ou détruire les monstres, cacher entièrement sa présence, etc.
C'est un excellent combattant au combat rapproché et, s'il ne possède pas la force et l'endurance à la douleur d'Hanyô d'Inu-Yasha, il a par contre autant d'agilité que lui sinon plus, ayant réussi à lui échapper et s'étant battu d'égal à égal contre lui lors de leur première rencontre. Le vainqueur n'a cependant jamais été défini car il a usé du Kazaana avant d'être interrompu par Kagome.
Il est victime de la malédiction du Kazaana : il a un trou noir magique à la main droite qui peut aspirer tout ce qui est autour de lui à la manière d’une tornade. Il peut anéantir ainsi une grande quantité de monstres, mais cela lui demande beaucoup d’énergie. Il a hérité de cette malédiction de son grand-père (et de son père), qui a été vaincu lors d’un combat contre Naraku cinquante ans auparavant. Miroku craint les Saimyoshōs manipulés par Naraku, insectes de l’enfer qui ressemblent à des frelons géants dont le poison est extrêmement venimeux. Les insectes ne se font pas aspirer par le Kazaana mais ils se jettent dedans pour empoisonner Miroku. Tant que Miroku n’aura pas tué Naraku, la malédiction se transmettra à ses descendants. De plus, le trou noir s'agrandit avec les années; la force d’aspiration augmentant également, un jour il se fera aspirer dans le néant. Son père et son grand-père sont morts ainsi.
Miroku tombe amoureux de Sango et lui révèle ses sentiments. S'ils sortent vivants de ce périple, voudra-t-elle l'épouser ?
Ses sentiments sont partagés par Sango , mais Miroku cède trop facilement à ses désirs pervers, ne fait rien pour les cacher et les exprime librement. Dès qu'il voit une belle femme, il ne tarde pas à la poursuivre de ses avances. Peu importe où il est, il se réjouit en compagnie de jolies créatures.
Aussi Sango entre dans des colères noires et n'hésite jamais à lui donner une gifle ou à le frapper avec son Hiraikotsu. Leur relation est donc très mouvementée.
Sango (珊瑚)
Sango est une chasseuse de démons d'environ 16 ans. Elle est originaire d’un village de chasseurs de démons professionnels et en est la dernière survivante. La perle de Shikon est également originaire de ce village. Elle manie le Hiraikotsu (l’os volant), qui ressemble à un magnifique boomerang de deux mètres. Il a été fabriqué par le père de Sango avec des os de démons. Son village a été totalement détruit par Naraku et tous les habitants ont été massacrés. Elle a vu son père et d’autres chasseurs de démons se faire tuer par son petit frère, qui était possédé par Naraku. Elle joint la quête pour venger son village et essaie de sauver son petit frère Kohaku qui est manipulé par Naraku au moyen d'un fragment de la perle de Shikon. Elle tombe amoureuse de Miroku.
Kirara (雲母)
Kirara est un yōkai, un démon-chat, fidèle compagnon de Sango. Kirara a l'apparence d'un petit chat à deux queues. Mais quand elle se transforme en Fire Cat (chat de feu), elle devient alors un démon redoutable, aux pattes enflammées, aux dents de sabres, crachant des flammes, plus grand qu’un cheval, capable de voler dans les airs et de faire des sauts gigantesques. Elle chasse les autres démons comme s’ils étaient de simples rongeurs. Elle transporte souvent ses amis (Sango et Miroku) sur son dos, notamment pour les secourir. On apprend également, au cours de l'épisode 26, que Kirara était le compagnon de voyage et de combat de la première Miko créatrice de la Shikon no Tama : Midoriko.

### Amis
Sesshōmaru (殺生丸)
Sesshōmaru est le demi-frère plus âgé d’Inu-Yasha. À la différence d’Inu-Yasha, Sesshōmaru est entièrement un Yōkai (ou démon) et méprise Inu-Yasha d’être un hanyō et de s’associer avec des humains. Il est un démon très puissant, qui semble ne pas avoir d’adversaire à sa taille en particulier lorsqu’il atteint ses pleins pouvoirs. Sa forme démoniaque est celle d'un titanesque chien blanc aux yeux rouges avec des formes violettes sur la tête. Bien qu'il ait eu sa chance dans le tome 23, il ne bat pas Naraku. Sesshōmaru apparaît d’abord à la recherche de l’épée appelée Tessaïga. Alors qu’il détient le Tenseiga, qui permet de ressusciter les morts (une seule fois) et de couper ce qui n'appartient pas au monde des humains. Il possède une seconde épée, le Tōkijin, qui a été forgée avec les dents d’une extension de Naraku. Son valet, Jaken, et une jeune fille (humaine), du nom de Rin, le suivent partout depuis qu’il les a tous deux sauvés. Ils se promènent sur un dragon bicéphale, A-Un. Son Tenseiga peut ressusciter mais ne peut ni tuer, ni couper. Il en est ainsi jusqu’à ce que le Tōkijin se brise lors d’une bataille. Il va alors voir Tōtosaï, le forgeur du sabre pour reforger Tenseiga et pour que celle-ci puisse attaquer. Il peut donc produire une nouvelle attaque, le Meidou Zangetsuha qui produit un cercle noir (au début sous forme de demi-lune car imparfait) qui envoie tout ce qu’il touche directement en enfer. Inu-Yasha brise Tenseiga et obtient ainsi le Meidou Zangetsuha. Celle-ci se régénère mais redevient inoffensive. Sesshômaru obtiendra le Bakusaiga en même temps que la régénération de son bras perdu. En même temps, il cherche Naraku.
Le nom de « Sesshōmaru » peut se traduire de deux façons :« destruction du cercle de la vie » ou « perfection meurtrière ».
Beaucoup de fans sont attachés à la seconde traduction mais la technique de son épée Tenseiga peut amener à penser que la 1re traduction est la plus juste. « Fluffy » est un surnom donné par ses fans.
Rin (凛)
Rin est une jeune fille humaine qui voyage avec Sesschômaru et Jaken. Lorsque Inu-Yasha avait utilisé la "Morsure du vent" sur son frère, Sesshômaru gisait dans la forêt. Rin lui avait apporté à manger. Quelques jours plus tard, des loups de la bande de Koga tuent Rin et Sesshômaru la ressuscite avec son sabre, le Tenseiga, depuis, elle reste avec lui. Elle sauvera Jaken d'un empoisonnement.
Kikyō (桔梗)
Kikyō est une miko (prêtresse shinto) et gardienne de la perle de Shikon, son rôle était de protéger le village. Elle aimait Inu-Yasha, mais elle fut tuée par Naraku (déguisé en Inu-Yasha) cinquante ans avant que l’histoire commence à l'âge de vingt ans environ. Elle a été ressuscitée par la sorcière Urasue et revit désormais dans un corps fait de terre et d’os qu’elle doit « remplir » d’âmes de jeunes filles mortes pour pouvoir bouger. En effet, s’étant réincarnée dans Kagome, et malgré la tentative d’Urasue pour la récupérer, Kikyô vit désormais sans âme. Néanmoins, elle arrive à se mouvoir grâce aux âmes qu’elle vole à l’aide de shinigami et en se rattachant à sa haine envers Inu-Yasha, qu´elle croyait être son assassin (jusqu'à ce que celui-ci lui explique qu´il s’agissait en fait de Naraku, qui avait pris son apparence). Elle se fera tuer par Naraku qui avait caché la perle en elle, elle pardonnera à Inu-Yasha et confiera la suite à Kagome. Puis, son corps d'argile disparaîtra et elle mourra en paix. À la fin de la série, on découvrira qu'elle a purifiée un fragment de la perle complète, ce qui permettra à Kagome de tuer Naraku.
Kōga (鋼牙)
Kōga est le jeune chef du clan des démons-loups de l'Est. Rival d’Inu-Yasha car amoureux de Kagome. Après que la quasi-totalité de son clan se soit fait assassiner par Kagura, sur ordre de Naraku, il se lance à sa poursuite. Il croisera souvent Inuyasha, Kagome et les autres.
La puissance de Kōga vient en grande partie des morceaux de la perle qu’il a dans les deux jambes. Plus tard dans l’histoire il utilise le « Goraïshi », des griffes magiques ancestrales utilisant le pouvoir de générations de démons-loups.
Après la mort de Naraku, il finira par épouser une jeune louve du clan des démons-loups du Nord nommée Ayame. Ainsi ils réunissent les deux clans.
Kaede (楓)
Kaede est une miko. Elle est la petite sœur de Kikyō. Elle est la première à reconnaître sa sœur réincarnée en Kagome. Elle n'a pas plus de dix ans lorsque sa grande sœur décède des suites de ses blessures ; et a environ soixante ans lorsqu'elle rencontre Kagome. Elle les aide régulièrement ; c'est elle qui soigne les blessures d'Inu-Yasha et qui a instauré les bases de la liaison entre le Hanyô et Kagome. Par la suite, elle formera Kagome au rôle de miko. Elle s'occupera de Rin.
Kohaku (琥珀)
Kohaku est le petit frère de Sango, timide et tenant énormément à sa sœur. Un jour où, pour la première fois, il va, avec sa sœur, son père et ses amis, tuer un Yōkai dans un château, il se retrouve sous le contrôle de Naraku; il est contraint de tuer son père et les autres chasseurs et blesse sa sœur. Il meurt dans cet affrontement, mais Naraku place en lui un éclat de la perle de Shikon pour le maintenir en vie et pouvoir le contrôler. Il a ainsi laissé une cicatrice sur le dos de Sango. Par la suite il sera donc sous l'emprise de Naraku; dans ces moments-là, il a le regard vide et se contente d'exécuter ses ordres. Vers le tome 30 (épisode 153 dans l'anime), il retrouve la mémoire et n'aura alors qu'une idée en tête : tuer Naraku. Après le combat contre Naraku, il deviendra un chasseur de Yōkai avec l'aide de Kirara.
Myôga (冥加)
Myôga, surnommé Myôga-jiji, est un démon-puce. Dans la série, il apparaît aux héros sur le dos de Kirara et était la puce de Inu-Yasha dans le passé. Auparavant, il était au service du père d’Inu-Yasha. Il ne garde guère de souvenir de ce dernier sinon du goût délicieux de son sang. Il est une source d’information précieuse pour Inu-Yasha. Il est initialement chargé de protéger la dépouille et la tombe du père d’Inu-Yasha qui possédait le Tessaïga.
La tombe était cachée dans une perle noire dans l’œil droit d’Inu-Yasha et fut ouverte au cours de son premier passage avec son grand frère, Sesshōmaru. Outre le fait que Myôga apprécie de boire du sang de démons, il a déjà sauvé la vie d'Inu-Yasha en aspirant du sang empoisonné, ainsi qu’à Kagome en lui donnant du sang régénérateur. Il est increvable plutôt qu'immortel puisqu'il survit quand on l'aplatit mais qu'il craint sans doute de mourir puisqu'il fuit les combats.
Hachiemon (八衛門)
Hachiemon est un tanuki. Au service de Miroku qui l’emploie parfois pour ses escroqueries. Il a la faculté de se transformer, le plus souvent en moyen de transport volant. Il est assez peureux et cherche à fuir tout endroit où un combat s’annonce.
Tôtôsai
Tôtôsai est un vieux Yōkai (démon) à demi-chauve et aux yeux globuleux. Sa spécialité est de forger des épées. Il peut aussi réparer ou créer d'autres armes, il a réparé le Hiraikotsu de Sango, et créé une nouvelle faux pour Kohaku (dernier épisode de la série). C'est lui qui a créé les épées que portent Sesshômaru et Inu-Yasha, le Tenseiga et le Tessaïga, à partir d'un croc que lui a remis Inu no Taishô, père de ces deux personnages. Mais pour que Tôtôsai crée une arme pour quelqu'un, il faut que la tête du client lui revienne ; c'est pour cette raison qu'il a refusé pendant longtemps de créer une épée pour Sesshômaru, le jugeant trop impitoyable, tout en sachant que Sesshômaru voudrait le tuer. Les lames que Tôtôsai crée sont apparemment toutes liées entre elles : ce sont leurs vibrations qui préviennent Tôtôsai que l'épée de Sesshômaru est sur le point d'apparaître. Tôtôsai n'est pas vraiment un combattant de nature (il essaie toujours de fuir quand Sesshômaru vient le voir), mais il sait se défendre un minimum avec son grand marteau de forgeron, bloquer une lame avec un morceau de cuir ; il a le pouvoir de cracher des flammes. Il vit au pied d'un volcan, sa forge est aménagée dans le crâne d'un monstre et entourée de lave, ce qui empêche les mortels de s'en approcher. Il joue surtout le rôle de donneur de conseils pour Inu-Yasha (ce qui veut dire aussi encaisser les mouvements de mauvaise humeur du hanyô, qui s'achèvent le plus souvent par une bosse). Il se déplace sur une vache à trois yeux.
Hōjō (北条)
Hōjō est un garçon qui vit à notre époque, il est dans le même collège que Kagome et est amoureux d’elle sans que cela ne soit réciproque. Lorsque Kagome ne va pas au collège pendant plusieurs jours puisqu’elle est dans le passé, elle prétend être malade pour justifier ses absences, Hōjō lui offre alors des cadeaux relatifs aux maladies imaginées par son grand-père et totalement inutiles à Kagome.
Izayoï
Izayoï est la mère d'Inu-Yasha. Elle est humaine et a élevé seule Inu-Yasha.
Inu no Taïsho
Grand démon-chien, Inu no Taïsho est le père d'Inu-Yasha et de Sesshômaru ; deux épées ont été forgées à partir de ses crocs : Tessaiga, dont hérite Inu-Yasha, capable de tuer des centaines de démons en un seul coup grâce au Kaze No Kizu (la morsure du vent). C'est un sabre qui possède une barrière et qui a pour rôle de protéger les humains (c'est pourquoi Inu-Yasha et Inu no Taisho sont capables de l'utiliser mais pas Sesshômaru), et Tenseiga, dont hérite Sesshōmaru, un sabre qui ne coupe pas mais qui est capable de détruire tout ce qui n´appartient pas au monde des vivants comme les envoyés de la mort (ce qui permet de ressusciter les morts).

### Ennemis
Naraku (奈落)
Naraku, « l’enfer », est l’ennemi de tous les héros. Lorsqu’il était encore un humain, c’était un bandit portant le nom d’Onigumo, « araignée ogre ». Il a été gravement blessé et ne pouvait pas bouger, Kikyō l’a soigné dans une grotte, jusqu’au jour où il vendit son âme à plusieurs démons en échange de s’emparer de la perle des 4 âmes et de pouvoir se marier avec Kikyō. Les démons se sont emparés de son corps et il s’est métamorphosé en hanyō (moitié homme, moitié démon). Le but principal de Naraku est de rassembler tous les éclats du Shikon afin de devenir un démon tout puissant. Il faut aussi que la perle soit souillée par la haine et le mal c’est pour ça qu’il a monté un complot contre Kikyo et Inu-Yasha,le but était que Kikyo se croit trahie afin que son cœur soit rempli de haine . Puisque c’est elle la protectrice de la perle si elle voulait se venger ou que ses intentions étaient mauvaises, la perle serait de cette façon souillée par le mal.
À noter que la naissance de Naraku rappelle étrangement l'histoire d'un autre humain qui vivait dans l'ombre de la miko Midoriko et qui semble être décédé dans la grotte où a été créée la perle.
Le bébé
Le bébé n'a pas de nom. C'est un détachement de Naraku qui contient son cœur humain. Comme détruire le cœur de Naraku est le seul moyen de tuer ce dernier, le bébé est donc la clé de la victoire. À l'origine, le bébé a été confié à la garde de Kagura et a cherché à connaître l'emplacement de la frontière entre le monde des vivants et l'au-delà. Mais il a été coupé en deux par le moine Shinsen. La moitié de droite est devenue Hakudôshi, la moitié de gauche est restée bébé et a été confiée à Kanna, plus sûre que Kagura. Le bébé a reçu de Naraku une pierre qui dissimule l'aura maléfique afin d'être à l'abri de ses ennemis. Il cherche alors à se créer une armure invulnérable : ce sera le Yôkaï géant humanoïde Môryomaru. Conjointement avec Hakudôshi, le bébé essaie d'éliminer Naraku. Mais il échoue et est réabsorbé par Naraku. En dépit de son apparence de nouveau-né, le bébé sait parler, lire dans les cœurs des personnes qu'il touche et il est aussi maléfique que son créateur.
Hakudôshi
Hakudôshi est le double de Naraku. Il vient du bébé créé par Naraku après avoir été coupé en deux. Il n'a pas de cœur car c'est la moitié de droite. Son pouvoir est de prendre le contrôle d'une personne grâce au « côté sombre de son cœur » ou encore de voir ce que devient une âme. En tant que doublure de Naraku, il possède des pouvoirs similaires, comme celui de créer des barrières. Il a dompté un démon-cheval, Entei, et manipule une lance dont, à la différence de Naraku, il n'hésite pas à se servir pour faire le sale travail. Physiquement, il est une évolution du bébé et a donc des caractéristiques similaires : une peau pâle, des yeux violets et des cheveux presque blancs ; son corps est celui d'un enfant d'environ 8 ans. Hakudôshi n'est pas soumis, comme Kagura, au contrôle de Naraku : comme il n'a pas de cœur, Naraku ne peut pas le tuer. Hakudôshi, comme beaucoup de détachements de Naraku, rêve de tuer son créateur et de prendre sa place, projet qu'il compte réaliser avec l'aide de son autre moitié, le bébé. Mais il échoue car Naraku s'aperçoit de son manège et finit absorbé par le Kazaana de Miroku.
Onigumo (鬼蜘蛛, おに ぐ も)
Onigumo est l'homme qui est à l'origine de Naraku. Onigumo a été soigné par Kaede et Kikyô. Il était à l’état de momie vivante parce qu’il avait été gravement blessé et brûlé au point de ne plus pouvoir bouger. Mais il avait si soif de pouvoir qu’il a laissé des démons l’absorber pour devenir plus fort, plus fort pour avoir Kikyô, personne envers laquelle il éprouvait des sentiments. Il ne souhaitait qu’une chose d’elle, voir son esprit se corrompre. Ce qu’il reste d’Onigumo sur Naraku, c’est une brûlure en forme araignée dans le dos.
Kagura (神楽)
Kagura est un yōkai du vent, elle est créée par Naraku qui détient son cœur et veut se libérer de son emprise. Elle demande l’aide de Sesshōmaru qui refuse, prétextant n’avoir aucune raison valide pour l’aider. Néanmoins, on sent un certain attachement se créer entre les deux au cours de la série. Elle sera tuée par Naraku après lui avoir rendu son cœur.
Kanna (神無)
Kanna est la sœur de Kagura et première « extraction » de Naraku, elle a l'apparence d'une enfant et parle peu. Elle se promène constamment avec un miroir ayant le pouvoir d’aspirer les âmes des gens ou de renvoyer leur attaque. Elle est également tuée par Naraku.
Byakuya (白夜)
Byakuya est la dernière « extraction » de Naraku et le sert sans discuter. Il ne pense pas à le trahir comme Hakudoshi ou Kagura. Il a la faculté de générer des illusions (« mugen ») et d’animer de petits bouts de papier pour se faire une monture en forme d’origami oiseau. Il peut aussi se séparer de son œil ailé pour espionner.
Les Shichinintai (七人隊)
Les Shichinintai sont une bande de sept mercenaires qui a vécu dix ans avant l’action. Ils étaient craints pour leur façon de tuer particulièrement atroce. Les daimyos (seigneurs de la guerre) ont fini par leur tendre un piège en les envoyant attaquer un château et en leur tendant une embuscade au retour. Les Shichinintai ont alors été décapités. Dix ans plus tard, ils ont été ressuscités par Naraku grâce au pouvoir des fragments de la Perle de Shikon et ont été engagés pour affronter Inu-Yasha en échange d’une nouvelle vie.
Bankotsu (蛮骨)
Bankotsu est le plus jeune des Shichinintai, mais le chef de cette bande. Il a une force physique importante mais ne s’en satisfait pas. En fait, il rêve d’avoir des pouvoirs semblables à ceux des yōkai ou des dieux. Il possède une sorte d’épée (ou hallebarde ?) géante appelée Banryu. Pour acquérir des pouvoirs démoniaques, il a juré de tuer 1 000 hommes et 1 000 yōkai avec cette arme (les pouvoirs démoniaques peuvent être transférés dans un objet). Il remplira son compte mais sera presque aussitôt vaincu par Inu-Yasha qui lui renverra son énergie démoniaque grâce au Bakuryuuha. Les autres camarades l’appellent « o-aniki », ce qui signifie à la fois « grand frère » et « chef ». Physiquement, Bankotsu est jeune, au teint assez basané, les yeux bleus et porte une longue natte. Il accorde une grande importance à la confiance et ne supporte pas la trahison. Autre signe particulier, il ne sait pas écrire, et ça l’énerve !
Jakotsu (蛇骨)
Jakotsu semble être assez proche de Bankotsu : ils se connaissaient avant la création des Shichinintai. Jakotsu utilise un sabre à multiples lames articulées appelé « Jakotsuto ». Il a pour particularité d’être maquillé et habillé comme une femme (kimono, sandales) et relève ses cheveux avec une épingle. Jakotsu est un personnage sadique : son obsession est de rencontrer des hommes beaux et de les découper en tranches. Il veut absolument vaincre Inu-Yasha et ramener ses oreilles de chien en souvenir. Il est vaincu par Inu-Yasha mais achevé par Renkotsu. Jakotsu est implicitement considéré comme homosexuel, ce qui troublera Inu-Yasha et Miroku lors de leur première rencontre avec lui.
Renkotsu (煉骨)
Renkotsu est réputé comme le plus intelligent des Shichinintai. Il utilise le feu pour se battre ainsi que de multiples explosifs. Il tient également une gourde contenant un liquide inflammable qu’il crache sur ses adversaires. Il a de très petits yeux et cache son absence de cheveux sous un foulard. Renkotsu a très peur à l’idée de retourner dans le monde des morts et est prêt à tout, y compris à trahir ses compagnons, pour acquérir plus de fragments de la Perle de Shikon donc plus de pouvoirs. Il est vaincu par Inu-Yasha mais survit au combat. Il est tué par Bankotsu qui ne lui pardonne pas d’avoir achevé Jakotsu.
Suikotsu (睡骨)
Suikotsu est le personnage le plus torturé des Shichinintai. À l’origine, Suikotsu était médecin, mais a vu une petite fille mourir sous ses yeux, tuée par un soldat. Alors qu’il allait se faire tuer, sa deuxième personnalité a pris le dessus et il est devenu un tueur redoutable, armé de grandes griffes de métal qu’il fixe à ses mains. Il est le premier à se joindre à Bankotsu et Jakotsu pour former les Shichinintai. Toutefois sa personnalité de médecin reste enfouie quelque part et peut resurgir ; Suikotsu souffre donc d'un dédoublement de la personnalité. Alors qu’il s’apprêtait à assassiner Rin, Kikyō le blessa au cou grâce à une flèche. Il redevient le docteur et supplie Kikyō de lui ôter le fragment de perle. Jakotsu lance alors son épée et tue Suikotsu en récupérant le fragment. Il est le 4e à mourir de la bande des 7.
Mukotsu (霧骨)
Mukotsu est le plus petit des Shichinintai. Il se bat avec des poisons très puissants qu’il fabrique lui-même à partir de plantes. Il porte un foulard blanc sur la tête et un autre sur le visage qui lui sert à se protéger de ses propres poisons mais surtout à dissimuler sa laideur. Son idée fixe est de trouver une épouse, mais son aspect et surtout sa méthode rendent la tâche difficile. Il est tué par Sesshōmaru, sur qui ses poisons n’ont pas d’effet. Il est le 2e à mourir de la bande des 7.
Ginkotsu (銀骨)
Ginkotsu est un homme mi-humain mi-mécanique, dont le corps est truffé d’armes diverses (scies, grappins, etc.) fabriquées par Renkotsu, auquel il semble assez attaché. Après une première défaite contre Inu-Yasha qui détruira une grande partie de son corps, il est reconstruit par Renkotsu sous une forme différente qui s’apparente à celle d’un char, ce qui lui permet de servir de moyen de transport pour ses camarades. Il est tué par Kōga, mais utilise son fragment de Perle de Shikon pour protéger Renkotsu de sa propre explosion. Ginkotsu a pour particularité de ne pas réellement parler, mais d’émettre des sons soufflés que ses camarades semblent comprendre. Il est le 3e à mourir de la bande des 7.
Kyōkotsu (凶骨)
Kyōkotsu est le 1er des Shichinintai à faire son apparition. Il est à la fois le plus grand et le plus faible d’entre eux. Sa force réside uniquement dans sa grande taille, mais il est très facilement vaincu par Kōga. Il est le seul des Shichinintai à ne pas porter son fragment de Shikon au cou, mais au front, ce qui laisse supposer que sa première mort n’est pas survenue par décapitation comme ses camarades. Il est le 1er à mourir de la bande des 7.
Inukimi (Mère de Sesshōmaru)
Mère de Sesshōmaru est un démon chien qui ressemble beaucoup à Sesshōmaru. Elle a une seule paire de traits sur le visage comme Inutaisho alors que Sesshōmaru en a deux, et elle a une lune sur le front. Elle nous apparaît dans l'épisode 9 d'Inu-Yasha: le dernier acte (Inuyasha kanketsu-hen).
Takemaru
Takemaru est un ennemi d'Inutaisho (littéralement « le grand général chien » et père d'Inu-Yasha) possédé par Sounga dans le 3e film (une des trois épées de Inutaisho). Autrefois, il était amoureux de Izayoi et est mort en combattant Inutaisho.
Urasue
Urasue est une sorcière qui se sert des os de quelqu'un et d'argile pour le ramener à la vie, c'est elle qui a ramené Kikyo avec ses restes et l'âme de Kagome. Urasue désire aussi les fragments de Shikon no Tama, comme tous les démons. Quand elle ordonne à Kikyo de tuer Inu-Yasha, celle-ci la trahit et la tue.
Double de Izayoï (la femme sans visage)
Cette femme avait pour but de tuer Inu-yasha en prenant l'apparence de sa mère Izayoï, sur les ordres de Sesshōmaru. Mais grâce à Kagome qui trouva son point faible ça n'a pas marché et Sesshōmaru voulut la tuer. Mais avant de rendre son dernier souffle elle sauva Inu-Yasha d'une attaque de Sesshomaru, surement à cause de son instinct maternel.

### Autres personnages
Midoriko
Elle est une très ancienne miko puissante qui combattait les démons des centaines années auparavant au même titre que des Moines et des Généraux dans une époque où ils augmentaient de façon exponentielle. Les démons qui ne faisaient pas le poids contre elle décidèrent de s'unir dans le corps d'un homme. Le haut de son corps (ce qui reste) se trouve dans la grotte où la perle de Shikon a été créée. C'est elle qui est à l'origine de la Perle. Sango connaît bien son histoire.
Seigneur Suijin
C'est le Dieu de l'eau. C'est une femme miniature qui est propriétaire de l'arme divine Jingi, la lance d'Amakoi. Un démon serpent usurpa son identité avant d'être démasqué. Une fois qu'elle récupère son arme, elle prend taille humaine en la touchant.

## Manga

### Fiche technique
- Édition japonaise : Shōgakukan
  - Nombre de volumes sortis : 56 (terminé)
  - Date de première publication : avril 1997
  - Prépublication : Weekly Shōnen Sunday, novembre 1996 - juin 2008[4]
- Édition française : Kana
  - Nombre de volumes sortis : 56 (terminé)
  - Date de première publication : janvier 2002
  - Format : 120 mm × 180 mm
- Autres éditions :
  -  Star Comics
  -   Viz
  -  Editora JBC
  -  Egmont Kustannus
  -  Glénat
  -  Egmont
  -  Egmont Serieforlag
  -  Elex Media Komputindo
  -  Editorial Vid
  -  Aruts Hayeladim
  -  NXB Tre?
  -  Haksan Publishing

## Anime

### Séries télévisées

#### Fiche technique:Inu-Yasha
- Année : 2000 - 2004
- Réalisation :
  - Masashi Ikeda - épisodes 1 à 44
  - Yasunao Aoki - épisodes 45 à 167
- Character designer : Yoshihito Hishinuma
- Directeur artistique : Shigemi Ikeda
- Studio d’animation : Sunrise
- Musique : Yota Tsuruoka
- Licencié par :
  -  Yomiuri TV
  -  Dybex - 26 premiers épisodes
  -  Kazé - 52 premiers épisodes
- Nombre d’épisodes : 167
- Durée : 25 minutes
- Chaîne de diffusion :
  -  Yomiuri TV
  -  NT1, Mangas

#### Fiche technique:Inu-Yasha - Dernier Acte
- Année : 2009 - 2010
- Réalisation : Yasunao Aoki
- Character design : Yoshihito Hishinuma
- Directeur artistique : Shigemi Ikeda
- Studio d'animation : Sunrise
- Musique : Kaoru Wada
- Licencié par :
  -  Yomiuri TV
- Nombre d’épisodes : 26
- Durée : 25 minutes
- Chaîne de diffusion :
  -  Yomiuri TV
  -  KZTV

### Génériques Inu-Yasha

#### Les génériques de début
| Numéro | Titre              | Artiste            | Épisodes  | 1re date de diffusion |
| ------ | ------------------ | ------------------ | --------- | --------------------- |
| 1      | Change the World   | V6                 | 1 - 34    | 16 octobre 2000       |
| 2      | I Am               | Hitomi             | 35 - 64   | 16 juillet 2001       |
| 3      | Owarinai Yume      | Nanase Aikawa      | 65 - 95   | 8 avril 2002          |
| 4      | Grip !             | Every Little Thing | 96 - 127  | 13 janvier 2003       |
| 5      | One Day, One Dream | Tackey & Tsubasa   | 128 - 153 | 13 octobre 2003       |
| 6      | Angelus            | Hitomi Shimatani   | 154 - 167 | 31 mai 2004           |

#### Les génériques de fin
| Numéro | Titre                          | Artiste            | Épisodes           | 1re date de diffusion |
| ------ | ------------------------------ | ------------------ | ------------------ | --------------------- |
| 1      | My Will                        | Dream              | 1 - 20 + 166 - 167 | 16 octobre 2000       |
| 2      | Fukai Mori                     | Do As Infinity     | 21 - 41            | 9 avril 2001          |
| 3      | Dearest                        | Ayumi Hamasaki     | 42 - 60            | 3 septembre 2001      |
| 4      | Every Heart - Minna no Kimochi | BoA                | 61 - 85            | 18 février 2002       |
| 5      | Shinjitsu no Uta               | Do As Infinity     | 86 - 108           | 9 septembre 2002      |
| 6      | Itazurana Kiss                 | day after tomorrow | 109 - 127          | 5 mai 2003            |
| 7      | Come                           | Namie Amuro        | 128 - 148          | 13 octobre 2003       |
| 8      | Brand-New World                | V6                 | 149 - 165          | 26 avril 2004         |

### Génériques Inu-Yasha - Dernier Acte

#### Les génériques de début
| Numéro | Titre             | Artiste        | Épisodes           | 1re date de diffusion |
| ------ | ----------------- | -------------- | ------------------ | --------------------- |
| 1 (7)  | Kimiga Inai Mirai | Do As Infinity | 1 - 26 (168 - 193) | 3 octobre 2009        |

#### Les génériques de fin
| Numéro | Titre              | Artiste         | Épisodes            | 1re date de diffusion |
| ------ | ------------------ | --------------- | ------------------- | --------------------- |
| 1 (9)  | With You           | AAA             | 1 - 9 (168 - 176)   | 3 octobre 2009        |
| 2 (10) | Diamond            | Alan Dawazhuoma | 10 - 17 (177 - 184) | 5 décembre 2009       |
| 3 (11) | Tooi michi no saki | Ai Takekawa     | 18 - 26 (185 - 193) | 1er février 2010      |

### Films d'animation
- 2001 : Au-delà du temps (劇場版犬夜叉[時代を越える想い, Eiga Inuyasha: Jidai o Koeru Omoi?)
- 2002 : Le château à l'intérieur du miroir de l'illusion (劇場版犬夜叉[鏡の中の夢幻城, Eiga Inuyasha: Kagami no Naka no Mugenjō?)
- 2003 : L'épée de la domination du monde (犬夜叉：天下覇道の剣, Inuyasha: Tenka Hadō no Ken?)
- 2004 : Feu sur l’île mystique (犬夜叉：紅蓮の蓬莱島, Inuyasha: Guren no Hōraijima?)

### Original video animation
Le 30 juillet 2008, un OVA de 30 minutes nommé Le tessaïga noir (黒い鉄砕牙) est diffusé pour la première fois lors de l'exposition It's a Rumic World à l'occasion du 30e anniversaire de carrière de Rumiko Takahashi. Il s'agit d'un passage du tome 51 qui sera reconverti en épisode 15 de la saison Kanketsu Hen (Seitonaru Keishoshaj).

### Doublage
|            | Voix japonaises  | Voix françaises     |
| ---------- | ---------------- | ------------------- |
| Inu-Yasha  | Kappei Yamaguchi | Jérôme Wiggins      |
| Kagome     | Satsuki Yukino   | Maëlys Ricordeau    |
| Miroku     | Kōji Tsujitani   | Benoît Marchand     |
| Sango      | Hōko Kuwashima   | Yaël Elhadad        |
| Shippo     | Kumiko Watanabe  | Audrey Le Bihan     |
| Kaede      | Hisako Kyōda     | Frédérique Cantrel  |
| Myoga      | Kenichi Ogata    | Hugues Boucher      |
| Kikyo      | Noriko Hidaka    | Claire Beaudoin     |
| Sesshōmaru | Ken Narita       | Philippe Leroy      |
| Jaken      | Yuichi Nagashima | Christophe Giordano |
| Rin        | Mamiko Noto      |                     |

## Produits dérivés

### Roman
Il s'agit d'une collaboration entre Rumiko Takahashi et Tomoko Konparu en 2003 pour Shogakukan.

### Comédie musicale
Au Japon, une comédie musicale suivant le schéma du manga a été jouée par la troupe Gekidan Shinkansen - Shinkansen Parcomics entre 2000 et 2001.
Bien qu'elle suit les grandes lignes de la série, de nombreuses différences existent entre cette adaptation et le manga (par exemple, Naraku est joué par une femme).

### Jeux vidéo
De nombreux jeux vidéo ont été commercialisés, dont le tout premier, en 2001 sur Wonderswan, au Japon.
- WonderSwan
  - Kagome no Sengoku Nikki (犬夜叉 〜かごめの戦国日記?)
  - Fuun Emaki (犬夜叉 風雲絵巻?)
  - Kagome no Yume Nikki (犬夜叉 かごめの夢日記?)

- Game Boy Advance
  - Naraku no Wana ! Mayoi no Mori no Shoutaijou (犬夜叉〜奈落の罠!迷いの森の招待状?)

- PlayStation
  - Sengoku O'togi Kassen

- PlayStation 2
  - Juso no kamen
  - Ougi Ranbu

- PlayStation Portable
  - Sunday VS Magazine: Shūketsu! Chōjō Daikessen (サンデー VS マガジン 集結！ 頂上大決戦?)

- Nintendo DS
  - Secret of the Divine Jewel (en anglais seulement)